# Роджер Сперрі
Роджер Уолкотт Сперрі (англ. Roger Wolcott Sperry; нар. 20 серпня 1913, Гартфорд, Коннектикут, США — пом. 17 квітня 1994, Пасадена, Каліфорнія, США) —  нейропсихолог, професор  психобіології, що отримав в 1981 році разом з  Девідом Х'юбелом та  Торстеном Візелом Нобелівську премію з фізіології і медицині «за відкриття, що стосуються функціональної спеціалізації півкуль головного мозку».
Сперрі народився у місті Гартфорд, штат Коннектикут. У Роджера був брат, Рассел Луміс. Їхній батько помер, коли Роджеру було 11 років.
Отримав ступінь доктора філософії із зоології у Чиказькому університеті в 1941 році. Після цього він займався дослідженнями разом з Карлом Лешлі в Гарварді.
В 1954 році Сперрі обійняв місце професора у Каліфорнійському технологічному інституті, де провів найвідоміші зі своїх експериментів.
В 1949 році Сперрі одружився з Нормою Гей Дюпрі. У них народилися син, Гленн Майкл, і дочка, Джанет Хоуп.